# Alessandro figlio di Numenio
Alessandro, figlio di Numenio (in greco in greco antico: Ἀλέξανδρος Νουμηνίου?, Alèxandros Numenìu; fl. II secolo), è stato un oratore greco antico.
Sappiamo che fu attivo nella prima metà del II secolo e che il padre Numenio era anch'egli un oratore. Non abbiamo altre notizie sulla sua vita.

## Opere
Di lui resta il breve trattato di retorica Sulle figure di pensiero e di parola (Περὶ τῶν τῆς διανοίας καὶ τῆς λέξεως σχημάτων), che fu la fonte dell'opera De figuris sententiarum et elocutionis di Aquila Romano, come già notava Giulio Rufiniano.
Di un'altra opera di retorica, che aveva il titolo Περὶ ῥητορικῶν ἀφορμῶν, restano frammenti. Una terza opera, Περὶ Ἐπιδεικτικῶν, cioè Sul mostrare, tradizionalmente attribuita ad Alessandro, viene oggi considerata come lavoro di un altro grammatico più tardo chiamato anch'esso Alessandro.